# Gaspar Sanz

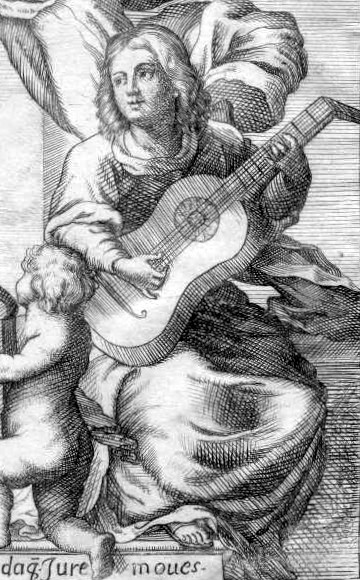
Gaspar Sanz. Từ Instrucción de música

Gaspar Sanz (1640–1710) là một nhà soạn, nghệ sĩ guitar Aragon, sinh ra trong một gia đình giàu có ở Calanda tại comarca của Bajo Aragón, Tây Ban Nha. Ông học âm nhạc, thần học và triết học tại Đại học Salamanca, nơi ông sau đó được bổ nhiệm làm giáo sư âm nhạc. Ông đã viết ba bộ công trình sư phạm cho guitar baroque đã hình thành một phần quan trọng của tiết mục guitar cổ điển ngày nay và đã đặt nền móng về kỹ thuật chơi guitar baroque.

## Tiểu sử
Ngày sinh của ông là không rõ nhưng ông được rửa tội tại nhà thờ Calanda de Ebro, Aragon vào ngày 04 Tháng Tư năm 1640.
Sau khi đạt được bằng cử nhân Thần học tại Đại học Salamanca, Gaspar Sanz đã đến Naples, Rome và Venice có thể để tiếp tục nền giáo dục âm nhạc của mình. Ông được cho là đã học theo Orazio Benevoli tại Vatican và Cristofaro Caresana tại Royal Chapel Naples. Ông đã trải qua một số năm làm nghệ sĩ đại phong cầm của Phó vương Tây Ban Nha ở Naples.
Sanz đã học chơi guitar trong khi nghiên cứu theo Lelio Colista và bị ảnh hưởng bởi âm nhạc của những nghệ sĩ guitar Ý Giovanni Paolo Foscarini, Giovanni Battista Granata và Francesco Corbetta. Khi Sanz trở lại Tây Ban Nha, ông được bổ nhiệm làm giảng viên guitar cho vua John của Áo (Don Juan), con trai ngoài giá thú của vua Philip IV và Maria Calderon.
Năm 1674, ông đã viết Instrucción de Música sobre la Guitarra Española xuất bản ở Saragossa và dành riêng cho Don Juan.  Cuốn sách thứ hai mang tên Libro Segundo de cifras sobre la guitarra española được in ở Saragossa năm 1675. Một cuốn sách thứ ba, Libro Tercero de Musica de cifras sobre la Guitarra Española đã được thêm vào cuốn sách đầu tiên và thứ hai, và cả ba đã được công bố cùng với tiêu đề của cuốn sách đầu tiên vào năm 1697, cuối cùng đã được công bố trong tám phiên bản. Chín mươi công trình trong kiệt tác này là sự đóng góp của ông duy nhất được biết với các tiết mục biểu diễn guitar.
Ngoài kỹ năng âm nhạc của mình, Gaspar Sanz đã ghi dấu ấn với các tác phẩm văn học như là một nhà thơ, nhà văn, và là tác giả của một số bài thơ và hai cuốn sách bây giờ bị quên lãng.
Ông qua đời tại Madrid năm 1710.

## Ảnh hưởng
Sáng tác của ông cung cấp một số ví dụ quan trọng nhất của âm nhạc baroque Tây Ban Nha phổ biến cho guitar và hiện nay là một phần của phương pháp sư phạm guitar cổ điển. Bản thảo của Sanz được viết như khuôn nhạc cho guitar baroque và đã được sao chép thành ký hiệu hiện đại bởi rất nhiều nghệ sĩ guitar và biên tập viên.